# Taťána Kuchařová
| Miss Universe      | Zuleyka Rivera     |
| Miss World         | Tatiana Kuchařová  |
| Miss Earth         | Hil Hernandez      |
| Miss International | Daniela di Giacomo |

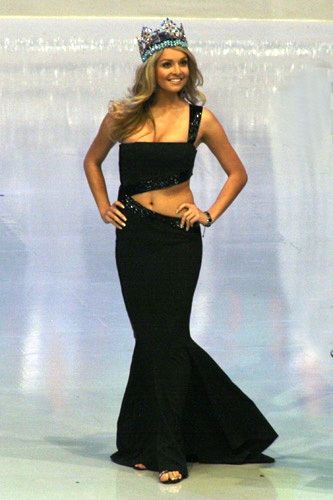
Miss World 06 Tatiana Kucharova

Tatiana Kuchařová (née le 23 décembre 1987 à Trnava) a été élue Miss République tchèque, puis Miss Monde le 30 septembre 2006 à Varsovie en Pologne. Elle est devenue la première femme de République tchèque à remporter ce titre.
- Pays d'origine : République tchèque
- Métier : étudiante (en 2006)
- Taille : 1,77 m
- Hobbies : tennis, volley-ball, sports équestres et patin à glace
- Couleur des cheveux : blonde
- Couleur des yeux : bleue